# Il cavaliere di Lagardère (film 1997)
Il cavaliere di Lagardère (Le Bossu) è un film del 1997 diretto da Philippe de Broca. Si tratta di una trasposizione per il grande schermo del romanzo di cappa e spada di Paul Féval, Le Bossu.

## Trama
Parigi, 1700. Henri Lagardère, trovatello allevato dai due maestri d'arme Cocardasse e Passepoil, è un abile spadaccino, che si fa notare dall'impareggiabile duca Philippe di Nevers, che lo prende a suo servizio dopo un agguato fallito. Philippe scopre che la sua amata, Blanche di Caylus, non solo lo ricambia ma gli ha dato un erede. Decide allora di partire per Caylus per sposarla. Philippe di Gonzaga, cugino invidioso ed erede di Philippe incarica Peyrolles di tendergli un altro agguato ed impedire il matrimonio. Lungo il tragitto per Caylus il duca e Lagardère fanno amicizia, (tanto che il duca comincia a rivolgersi con il voi, come ad un nobile, invece di dargli del tu) e, avvistati gli inseguitori, nomina Lagardère cavaliere, prima di insegnargli la micidiale "botta di Nevers" (una mossa che permette di trafiggere la fronte con un colpo) e separarsi.
Philippe giunge al castello e vengono celebrate le nozze, ma gli uomini di Gonzaga irrompono nel castello uccidendo tutti. Philippe si difende strenuamente finché non giunge Lagardère in soccorso. Mentre cercano di mettersi in salvo Philippe viene pugnalato mortalmente alle spalle da un uomo mascherato che il cavaliere riesce a marchiare trafiggendogli una mano. Blanche viene rapita e Lagardère porta in salvo il pargolo. Giunto in una stalla scopre che in realtà è una bambina, con nome Aurore. Alla stalla giungono dei commedianti, cui Lagardère si aggrega, senza rivelare la sua identità, dopo aver fatto credere agli inseguitori di essere morto.
Passano sedici anni, nei quali Lagardère fa credere ad Aurore di essere suo padre, e la compagnia comica giunge a Parigi. Qui Lagardère scopre che Blanche vive segregata nelle stanze del palazzo del duca di Nevers, ora di proprietà di Gonzaga. Pedinandolo scopre inoltre che proprio Gonzaga è l'uomo che lui aveva marchiato sedici anni prima sui bastioni di Caylus. Per poter incontrare Blanche e restituirle la figlia decide di travestirsi da gobbo e introdursi alla corte di Gonzaga come suo consigliere. Dopo alcune peripezie riesce ad impossessarsi di parte del patrimonio di Gonzaga e la sera del gran ballo, dopo essersi liberato dell'infido Peyrolles, presenta al reggente la figlia di Philippe di Nevers, accusando Gonzaga dell'agguato. Ormai solo e smascherato Gonzaga tenta la fuga rifiutando il duello, in quanto il Cavaliere conosce la botta segreta, e sarebbe impari. Riesce però con un trucco ad accecarlo temporaneamente con un candeliere ma Lagardère, aiutato da Aurore, lo uccide. Le disavventure sono finite, la madre è riunita alla figlia, e Aurore e Lagardère, possono finalmente amarsi liberamente, non dovendo più vivere come padre e figlia.

## Musiche
Tra i temi musicali del film ci sono l'intermezzo dell'opera Cavalleria rusticana (1890) di Pietro Mascagni, un arrangiamento orchestrale della sonata K. 455 per clavicembalo di Domenico Scarlatti e il Trumpet Tune in re maggiore di Jeremiah Clarke.

## Riconoscimenti
- 1998 - Premio César
  - Migliori costumi a Christian Gasc
  - Candidatura a Miglior film
  - Candidatura a Miglior attore protagonista a Daniel Auteuil
  - Candidatura a Miglior attrice protagonista a Marie Gillain
  - Candidatura a Miglior attore non protagonista a Vincent Pérez
  - Candidatura a Miglior fotografia a Jean-François Robin
  - Candidatura a Migliore scenografia a Bernard Vézat
  - Candidatura a Miglior montaggio a Henri Lanoë
  - Candidatura a Miglior colonna sonora a Philippe Sarde
- 1998 - Festival di Cabourg
  - Swann d'oro al miglior attore a Vincent Pérez
- 1999 - British Academy Film Award
  - Candidatura a Miglior film straniero (Francia)